# مخزن سد نووسیبیرسک
مخزن سد نووسیبیرسک (به لاتین: Novosibirsk Reservoir) یک مخزن سد در روسیه است که در استان نووسیبیرسک واقع شده‌است.